# Елеонора Ердмута Саксен-Айзенаська
Елеонора Ердмута Луїза Саксен-Айзенаська (нім. Eleonore Erdmuthe L(o)uise von Sachsen-Eisenach, 13 квітня 1662 — 9 вересня 1696) — принцеса Саксен-Айзенаська з Ернестинської лінії Веттінів, донька герцога Саксен-Айзенаського Йоганна Георга I та суверенної графині Сайн-Альтенкірхену Йоганетти, дружина маркграфа Бранденбург-Ансбаського Йоганна Фрідріха, а після його смерті — курфюрста Саксонського Йоганна Георга IV. Матір королеви Великої Британії та Ірландії Кароліни Бранденбург-Ансбаської.

## Біографія

### Ранні роки
Народилась 13 квітня 1662 року у Фрідевальді. Стала первістком в родині принца Саксен-Веймарського Йоганна Георга та його дружини Йоганетти Сайн-Вітгенштейн, з'явившись на світ за десять з половиною місяців після їхнього весілля. Саксен-Веймаром в цей час правив її дід Вільгельм, який помер у травні 1662 року. Після цього її батько став правлячим герцогом Саксен-Маркзулю й переніс свою резиденцію до замку у Маркзулі, Втім, родина часто продовжувала жити у володіннях Йоганетти, де й народилися ще семеро молодших дітей. 
У 1668 році батько став регентом Саксен-Айзенаського герцогства, а у 1671 році — правлячим герцогом цієї країни.

### Перший шлюб
У 19-річному віці Елеонора Ердмута стала дружиною 27-річного маркграфа Бранденбург-Ансбаху Йоганна Фрідріха. Наречений був удівцем і мав трьох малолітніх дітей від першого шлюбу. Весілля відбулося 4 листопада 1681 у Айзенаху. У подружжя народилося троє спільних дітей. Йоганна Фрідріха змальовували як люб'язну, добру та терпиму людину, без політичних або військових амбіцій, сильно залежного від своїх радників. Двір відзначався пишністю, правитель мав смак до музики. Зрештою, це призвело до фінансових ускладнень.
Навесні 1686 року чоловік Елеонори Ердмути помер від віспи. Володарем Бранденбург-Ансбаху став її пасинок Крістіан Альбрехт, який правив під регентством. Оскільки відносини з прийомними дітьми від самого початку не були хорошими, маркграфиня та її діти переїхали до Крайльсгайму, де жили в бідності; незабаром після цього виїхали до Айзенаху. У вересні 1686 році її батько раптово помер на полюванні, і Саксен-Айзенах очолив її молодший брат Йоганн Георг II.

### Другий шлюб
У листопаді 1691 року Елеонора Ердмута прибула до Берліна, аби вирішити питання щодо свого другого шлюбу. Голова дому Гогенцоллернів, король Фрідріх III наполягав на її шлюбі з курфюрстом Саксонським Йоганном Георгом IV, прагнучи таким чином закріпити із ним союз. Матір нареченого також справляла на нього тиск, аргументуюючи необхідність шлюбу потребою законних спадкоємців.

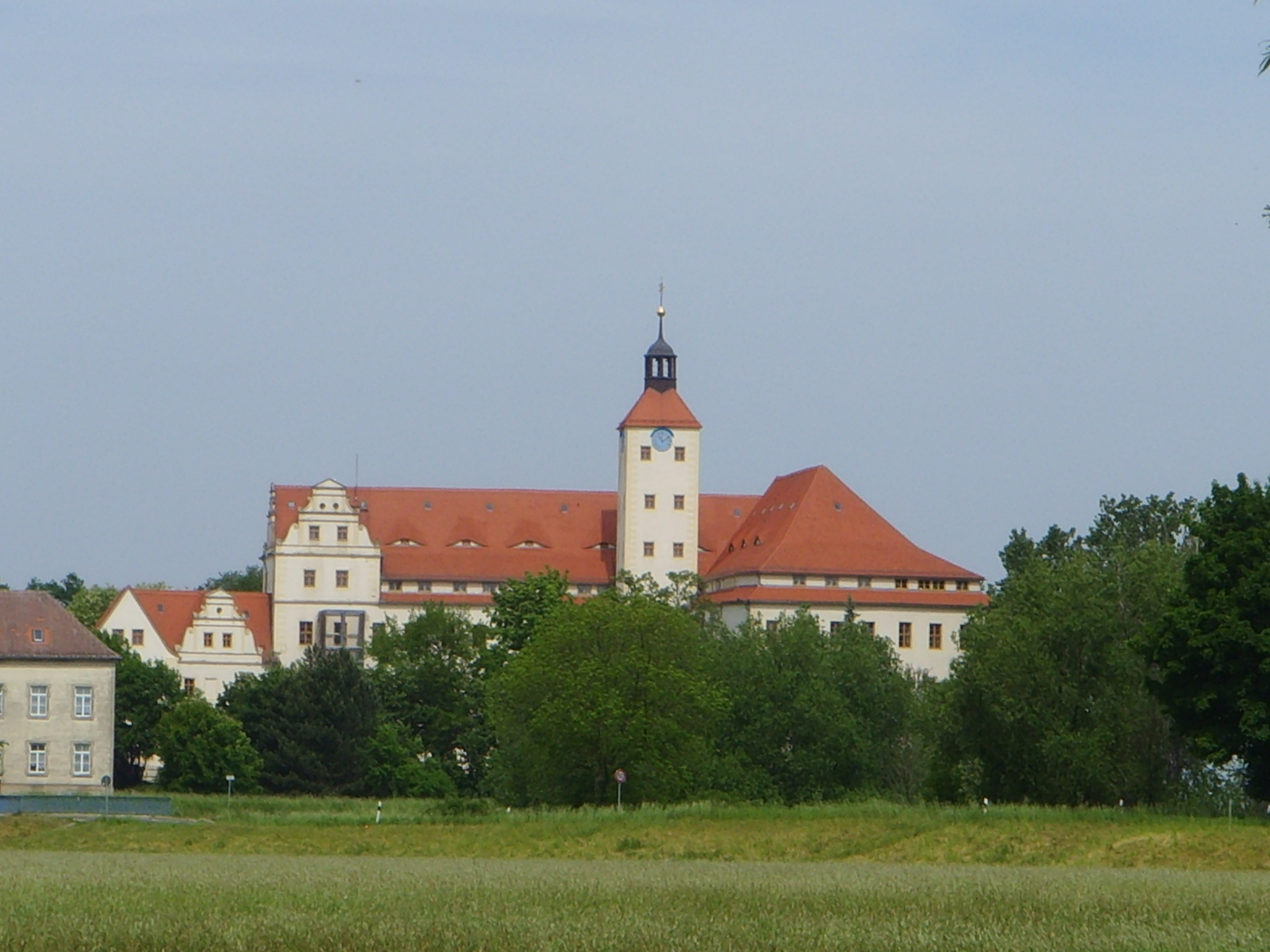
Замок Преч

17 квітня 1692 року відбулося весілля 30-літньої Елеонори Ердмути із 23-річним Йоганном Георгом IV. Вінчання пройшло у Лецпцизі. Курфюрстіна із дітьми переїхали до Дрездену. Шлюб виявився невдалим. Йоганн Георг ще з юнацьких років мав коханку Магдалену Сибіллу фон Найтшутц, з якої продовжив відкриті відносини і після весілля, відправивши законну дружину до іншого палацу; до того ж Елеонора перенесла два викидні, в серпні 1692 і лютому 1693 років, а також помилкову вагітність в грудні 1693 года. З березня 1693 року при дворі ширилися чутки, що Елеонора не є законною дружиною Йоганна Георга, оскільки на момент укладення шлюбу з нею він уже був одружений. Був навіть виявлений документ, що підтверджував укладення шлюбного контракту між курфюрстом Саксонії і Магдаленою Сибіллою, проте сам Йоганн Георг заявив, що не розглядає цей договір як офіційний шлюб, і документ покликаний лише узаконити його потомство. Проте всі роки подружнього життя курфюрст відчайдушно прагнув узаконити стосунки зі своєю коханкою і намагався позбутися дружини та її дітей. Побоюючись за своє та їхнє життя, Елеонора Ердмута залишила двір і оселилася в замку Преч.
У 1694 році Іоганн Георг IV помер також від віспи. Курфюрстом Саксонії став його брат, Фрідріх Август, який дозволив Елеонорі Ердмуті з дітьми залишитися в Саксонії, де вона провела ще два роки, аж до своєї смерті 9 вересня 1696 року. Була похована поруч із другим чоловіком у північній каплиці Фрайберзького собору.

## Родина

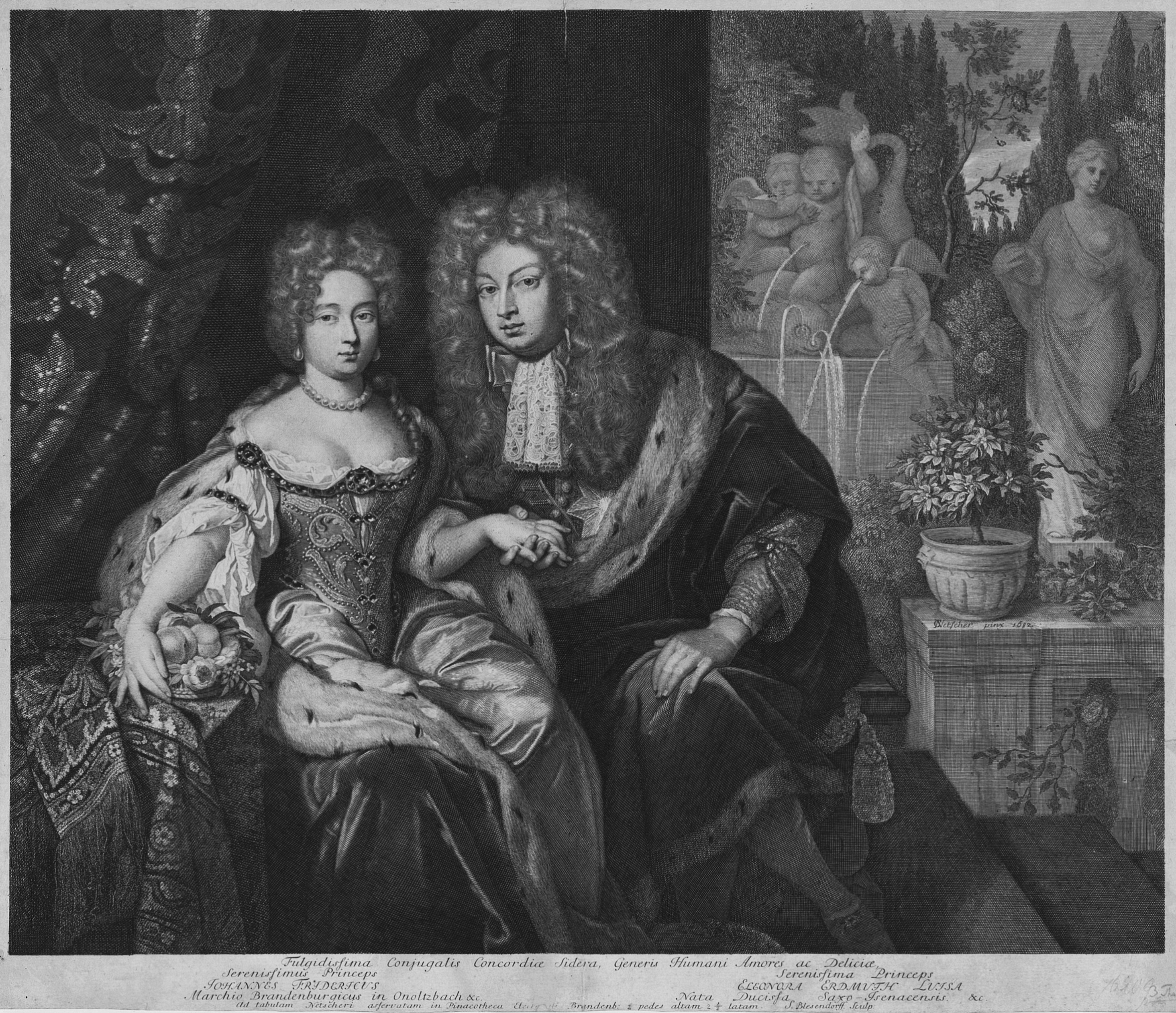
Портрет із Йоганном Фрідріхом

Чоловік — Йоганн Фрідріх, маркграф Бранденбург-Ансбаський
Діти:
- Кароліна (1683—1737) — дружина короля Великої Британії Георга II, мала восьмеро дітей
- Фрідріх Август (3—30 січня 1685) — прожив 3 тижні;
- Вільгельм Фрідріх (1686—1723) — маркграф Бранденбург-Ансбаський у 1703—1723 роках, був одружений із принцесою Крістіаною Шарлоттою Вюртемберг-Віннентальською, мав трьох законних дітей та позашлюбного сина.

Чоловік —Йоганн Георг IV, курфюрст Саксонський
Дітей не було  